# گوزن شمالی کانادا
این گوزن از همه انواع دیگر بزرگ‌تر و تنهاتر است در طول تابستان در اوایل صبح و اواخر بعدازظهر این گوزن به تنهایی در باتلاق‌ها یا اطراف رودخانه‌ها تغذیه می‌کند و برای آنکه در زمین نرم آنجا فرونرود و برای حفظ تعادل بدن سنگینش پاهایش را پهن می‌کند آنها شناگران قهاری هستند و همچنین قادرند با سرعت ۵۶ کیلومتر (۳۵ مایل) در ساعت روی زمین حرکت کنند.